# Насибов, Александр Ашотович
Александр Ашотович Наси́бов (16 августа 1916, Нуха, Кавказское наместничество — 11 марта 1985[…], Москва) — советский писатель и сценарист.

## Биография
Родился 16 августа 1916 в городе Нуха Елизаветпольской губернии Российской империи (ныне г. Шуша Азербайджан).
В 1931 году окончил школу. Печатался с 1940 года.
Во время Великой Отечественной войны служил военкомом зенитно-артиллерийской батареи Бакинской ПВО, замполитом отдельной станции орудийной наводки, с 1943 — заместителем редактора газеты «Зенитчик» 88-й дивизии ПВО.
В 1953 году вышла первая книга — «Авария Джорджа Гарриса». Член Союза писателей с 1954 года.
Автор ряда остросюжетных приключенческих повестей и романов, сценариев кинофильмов.
Похоронен на Химкинском кладбище.

## Творчество
Основные темы произведений А. А. Насибова — события минувшей войны, деятельность советских разведчиков, борьба с фашизмом, секретными службами Германии, в частности — со шпионами и подводными диверсантами—человекоторпедами.

### Избранная библиография
- 1959 — «Тайник на Эльбе»'
- 1958 — «Неуловимые»
- 1964 — «Безумцы»
- 1966 — «Возмездие»
- 1966 — «Рифы»
- 1975 — «Долгий путь в лабиринте»
- 1978 — «За оборону Кавказа»
- 1985 — «Атолл „Морская звезда“»
- «Авария Джорджа Гарриса»
- «Человек вернулся»

### Сценарии
- 1963 — Тайник на Эльбе / Geheimarchiv an der Elbe (киностудия «ДЕФА» ГДР), реж. Курт Юнг-Альзен
- 1968 — Эксперимент доктора Абста (по книге «Безумцы») // киностудия им. Довженко, реж. А. Г. Тимонишин
- 1981 — Долгий путь в лабиринте // Одесская киностудия, реж. В. Н. Левин

## Премии
- Почётная грамота Президиума Верховного Совета РСФСР (1974)
- Премия КГБ СССР